# Brassaï
Brassaï, pseudonimo di Gyula Halász (Brașov, 9 settembre 1899 – Èze, 8 luglio 1984), è stato un fotografo ungherese naturalizzato francese. Famoso per le sue vedute notturne della città e per la vena surrealista della sua fotografia. Si interessò anche all'alta società, agli intellettuali, al teatro e all'opera. Immortalò, tra gli altri, Salvador Dalí, Pablo Picasso, Henri Matisse e Alberto Giacometti.
Si cimentò anche nella scrittura, nella scultura e nel cinema, tutte sue grandi passioni.

## Biografia
Braşov è oggi una città della Romania, ma nel 1899, quando Brassaï nacque, la regione sud-orientale della Transilvania apparteneva al territorio ungherese. Adottò in seguito lo pseudonimo di Brassaï, agli inizi della sua carriera, in memoria della sua terra d'origine (significa "di Braşov" - Brasso, in ungherese).
A soli tre anni Brassaï si trasferì con la famiglia a Parigi; dove suo padre esercitò la professione di professore di letteratura alla Sorbona. Studiò all'Accademia di belle arti di Budapest prima di arruolarsi nella cavalleria dell'esercito austro-ungarico per tutta la durata della prima guerra mondiale. Nel 1920 andò a vivere a Berlino, lavorando come giornalista e riprendendo gli studi all'Accademia. Il lavoro di giornalista gli permise di viaggiare in tutta Europa, ma è a Parigi che Brassaï sviluppa il suo talento artistico, e inizia la professione di fotografo. Il periodo più significativo della sua carriera è quello a cavallo tra le due guerre mondiali. 

## La carriera artistica da fotografo

### Gli anni '30 e Montparnasse
Nel 1924 Brassaï decide di ritrasferirsi a Parigi in pianta stabile. Inizia a frequentare Montparnasse, cuore pulsante della vita artistica dell'epoca, avvicinandosi al movimento del futurismo e ai suoi più noti esponenti. Conosce e stringe amicizia con scrittori, poeti, letterati e artisti, molti dei quali saranno tasselli importantissimi nella sua visione artistica e della vita. Tra le amicizie di spicco troviamo Jacques Prévert, di cui apprezza particolarmente l'opera, ed Henry Miller. Quest'ultimo lo apprezzava a sua volta, a tal punto da definirlo "capace di portare ordine nel caos" 
Da Parigi lavorerà come corrispondente estero per alcune delle più importanti testate ungheresi e rumene, e sarà proprio in questo periodo di intensa ricerca di storie che si renderà conto che l'unico mezzo con cui la realtà diventa rappresentabile è la fotografia. Personalità chiave di questa epifania è Andre Kertesz, fotografo ungherese naturalizzato americano che influenzò anche Robert Doisneau. 
Nello stesso periodo Brassaï inizia a lavorare come fotografo e giornalista per la rivista Minotaure, pubblicazione principale del surrealismo, in questo periodo sperimenta il ritratto e diventa il ritrattista ufficiale della rivista. Tra gli artisti che ritrae troviamo Salvador Dalí, André Breton, Alberto Giacometti e Pablo Picasso. Sarà in questo periodo che Brassaï svilupperà l'impronta surrealista che caratterizza il suo stile fotografico, in seguito l'artista sarà più volte invitato da Breton ad aggregarsi al gruppo ufficiale dei surrealisti, ma rifiuterà sempre non riconoscendo il suo lavoro come parte della corrente.
Una volta radicato nelle viscere del territorio parigino, la sua attenzione fotografica nei confronti della città diventò assoluta. Nel 1932 Picasso gli affida il compito di documentare il suo lavoro di scultore. Nel 1933 pubblicò il suo primo libro di fotografie, "Paris de nuit", che riscosse un grande successo, soprattutto nell'ambiente artistico. Henry Miller lo soprannominò "l'occhio di Parigi". La pubblicazione riscosse molti apprezzamenti nel mondo artistico ed intellettuale dell'epoca, anche se fu guardata con sospetto dal mondo della fotografia, che riconobbe i meriti di Brassaï qualche tempo più tardi, dopo la seconda guerra mondiale. Due anni dopo pubblicò una seconda raccolta: Voluptés de Paris (Pleasures of Paris), anche questa fu un grande successo soprattutto nell'ambiente artistico e intellettuale. Negli anni'40 Brassaï collaborò anche con la celebre rivista Harper's Bazaar.

### Dagli anni '40 in poi
Durante gli anni dell'occupazione nazista a Parigi non era consentito fotografare per le strade, quindi il fotografo lasciò la città per dirigersi al sud della riviera francese e riprese la scultura ed il disegno, arti in cui si era specializzato all'università. Alla fine della guerra il fotografo torna a Parigi e alla sua attività, pubblicando nel 1946 una raccolta di disegni, Trente Dessins, in cui è presente anche una poesia di Jaques Prévert . Nel 1948 sposa Gilberte Boyer, e prende finalmente la cittadinanza francese di cui fino ad allora non era stato munito.
Nel 1956 il suo film Tant qu'il y aura des bêtes vinse il Grand Prix Speciale della Giuria come film più originale al Festival di Cannes.
Nel 1968 il Museum of Modern Art di New York dedica al fotografo una retrospettiva, riconoscimento fondamentale per la sua carriera.
Fu insignito del titolo di Cavaliere delle arti e delle lettere nel 1974 e di Cavaliere della Legion d'onore nel 1976. Nel 1978, vinse il Premio internazionale di fotografia a Parigi.
Ha scritto 17 libri e numerosi articoli, tra i quali, nel 1948, il romanzo Histoire de Marie, pubblicato con una introduzione di Henry Miller. Inoltre, l'Università di Chicago ha curato l'edizione e la traduzione di Lettera ai miei genitori e Conversazioni con Picasso (1964).
Morì l'8 luglio 1984 a Èze, nelle Alpi marittime, e fu sepolto al cimitero di Montparnasse di Parigi.
Nel 2000, Gilberte, vedova di Brassaï, organizzò una grande mostra commemorativa presso il centre Pompidou di Parigi.

## Stile e poetica
Lo stile fotografico di Brassaï è molto vicino al surrealismo, sia per i temi che per le scelte di luce. Ciò nonostante il fotografo non si è mai considerato surrealista, avendo come obiettivo principale quello di oggettificare la realtà, e non evadere dalla rappresentazione della stessa:
La sua fotografia è rigorosamente in bianco e nero, i soggetti presentano spesso contorni soffusi, la luce è spesso ricavata solo da quella dei lampioni, con la conseguenza di creare immagini buie dalle atmosfere oniriche. Il soggetto preferito è la notte, ed in particolare la notte parigina nel quartiere di Montparnasse, che contribuì a rendere leggenda. Anche quando le immagini sono nitide le ombre sono sempre al centro della fotografia di Brassaï, che si contraddistingue per un immaginario bohemienne con accenti dark, quasi spettrali, che lascia sempre un senso di inquietudine in chi ammira lo scatto. Amò Parigi di notte o sotto la pioggia, le ville, i giardini, il lungosenna e le stradine senza tempo dei quartieri antichi. I luoghi, anche quelli più conosciuti della capitale francese, presentano sempre un'aurea di mistero e di irrisolto, dando la sensazione di essere fuori dal tempo, è come se di notte i luoghi assumessero una nuova identità, potrebbero essere ovunque e in qualsiasi momento.
In oltre la metà degli scatti di Brassaï non sono presenti figure umane, spesso invece si trovano grandi macchie di luce che sembrano non avere contorni e che trasfigurano gli ambienti urbani deserti, a suggerire infiniti scenari immaginari, come se nella foto ci fosse sempre un elemento mancante che sta negli occhi di chi guarda. Molto spesso il fotografo si serve di specchi per ampliare la scena immortalata e dare allo spettatore una nuova prospettiva con cui guardare all'immagine. Spesso il fotografo si concentra su dettagli, che decontestualizzati ed estrapolati dal loro contesto assumono un nuovo significato.
Fu definito da John Szarkowski un "Angelo bizzarro", per la sua dote di ricreare ordine dal caos, e il suo occhio fu spesso definito con aggettivi come “vivente” o “insaziabile”.
Oltre al ritratto, sperimentato soprattutto agli inizi di carriera, Brassaï ha sperimentato diversi stili fotografici, spaziando dallo still life al nudo artistico, fino alla documentazione dei graffiti trovati in giro per la città e alle sue celebri vedute notturne. Diversi gli scatti che raccontano il popolo della notte tra cui le prostitute delle case chiuse, i malavitosi e i lavoratori. Nel portfolio del fotografo vi sono anche scatti realizzati di giorno, che rievocano la fotografia umanista francese.
La sua fotografia esplorò anche i muri e i graffiti di Parigi, testimoniando il legame di Brassaï con le arti marginali e l’art brut di Jean Dubuffet.

### La tecnica
Tutti gli scatti notturni di Brassaï venivano realizzati presumibilmente con lunghi tempi di esposizione, leggenda vuole che il fotografo scattasse e lasciasse la fotocamera immobile per il tempo di fumare una sigaretta Gauloises, dopodiché riprendeva la camera e tornava nella sua camera dell’Hôtel des Terrasses, dove, sviluppava lo scatto in una piccola camera oscura ricavata dietro una tenda.
Le inquadrature erano realizzate facendo in modo che le piccole aree di luce, spesso lampioni o riflessi delle strade bagnate, trapassassero le aree d'ombra; la luce, anche se poca, riusciva così a definire le forme all'interno del buio e creare un contrasto che soprattutto in fase di stampa dà un'importante profondità  ai soggetti. Brassaï fu anche un innovatore: quando si cimentava con soggetti in movimento aveva sviluppato un suo personale metodo per combinare la posa e l’istantanea. Grazie alla posa riusciva ad inserire l'elemento fisso, mentre l'elemento in movimento veniva fotografato grazie al flash di magnesio.

## Mostre
- Genova, Pour l'amour de Paris,  Palazzo Ducale, dal 3 ottobre 2015 - 24 gennaio 2016[13]
- Milano, "Brassaï. L'occhio di Parigi",Palazzo Reale, dal 23 febbraio 2024 al 2 giugno 2024[14]
- Bassano del Grappa, Brassaï. L'occhio di Parigi, Museo Civico, dal 16 novembre 2024 al 21 aprile 2025[15]